# میدان اطلسی

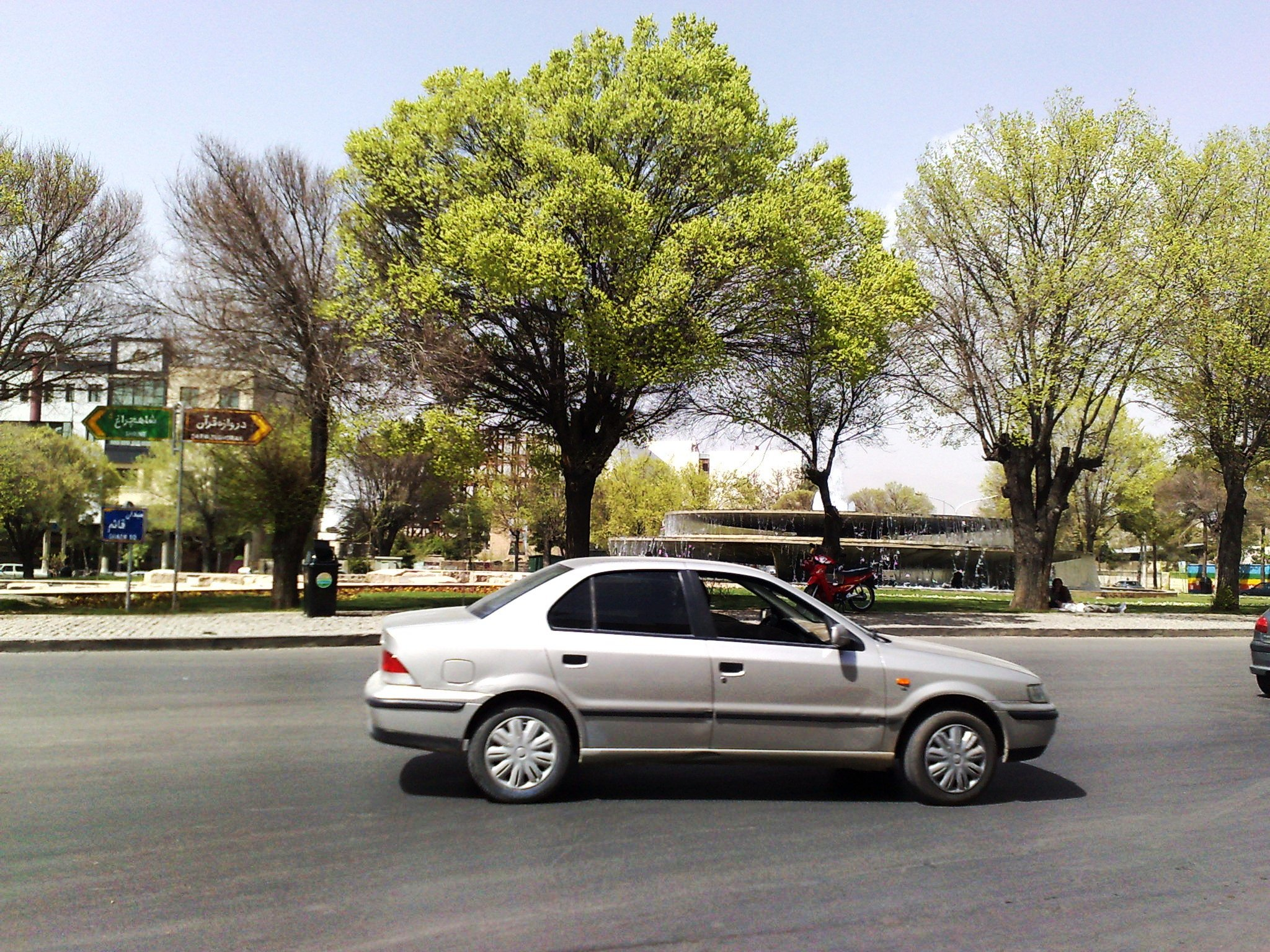
نمایی از میدان

میدان قائم که به میدان اطلسی معروف است، میدانی در شمال مرکز شیراز در ایران است که بلوارهای آزادی، هجرت و ربانی در آن به هم می‌پیوندند.

## ترابری

### خیابان‌ها
- بلوار آزادی
- بلوار هجرت
- بلوار ربانی

### اتوبوسرانی
- خط ۲
- خط ۱۴
- خط ۲۴
- خط ۷۳
- خط ۷۶

### مترو
- ایستگاه متروی اطلسی